# Рогата тъпоклюна кайра
Рогатата тъпоклюна кайра (Fratercula corniculata) е вид птица от семейство Кайрови (Alcidae).

## Разпространение
Видът е разпространен в Канада, Русия, САЩ и Япония.